# 倉田幽谷
倉田 幽谷（くらた ゆうこく、1827年（文政10年） - 1900年（明治33年）5月29日）は、江戸時代末期（幕末）から明治時代にかけての儒学者。本姓は立見。諱は施報。字は務卿。通称は直八。

## 経歴
江戸で安井息軒に師事し、昌平黌で学ぶ。帰郷して下総国佐倉藩の藩校「成徳書院」で教える。のち佐倉藩を去り、姓名を倉田 努とかえる。上野国（現在の群馬県）、信濃国（現在の長野県）を巡り、上野国吉井藩に招かれた。和歌、書画もよくした。1900年5月29日に74歳で死去。洋画家の倉田白羊は息子。

## 著書
- 「筐底雑誌」  戴抱精舎 明治25年4月